# (1257) Móra
(1257) Móra – planetoida z pasa głównego asteroid okrążająca Słońce w ciągu 3 lat i 338 dni w średniej odległości 2,49 au. Została odkryta 8 sierpnia 1932 roku w Landessternwarte Heidelberg-Königstuhl w Heidelbergu przez Karla Reinmutha. Nazwa planetoidy pochodzi od Károlya Móry (1899–1938), węgierskiego astronoma. Przed nadaniem nazwy nosiła tymczasowe oznaczenie (1257) 1932PE.